# Oton Postružnik
Oton Postružnik (Maribor, 26. ožujka 1900. – Zagreb, 21. siječnja 1978.), hrvatski slikar.
Školovao se u Pragu i Zagrebu, a usavršavao u Parizu u atelieru A. Lhota. Bio ja profesor na Akademiji likovnih umjetnosti u Zagrebu. Suosnivač je likovne grupe Zemlja. Najveća inspiracija mu je priroda, a služi se apstraktnom formom. Bavio se keramikom.
Na njegovom je djelu doktorirala hrvatska povjesničarka umjetnosti Ivanka Reberski.